# Native title
El native title  (traducido al castellano Título Nativo) es un concepto del derecho de Australia que reconoce la propiedad continuada de la tierra por parte de los índígenas australianos.
El native title puede coexistir con derechos de propiedad no indígenas y, en algunos casos, grupos aborígenes diferentes pueden ejercer su native title sobre la misma tierra. De esta manera, representa un ejemplo de fragmentación de intereses de propiedad. Más particularmente, es un ejemplo de dos sistemas legales distintos operando dentro del mismo espacio geográfico, nacional y jurisdiccional. Constituye, además, un reconocimiento del derecho aborigen consuetudinario dentro del common law. Sin embargo, en caso de contradicción entre el derecho australiano y el derecho aborigen, los derechos no indígenas generalmente prevalecen.